# Xylophanes fernandezi
Xylophanes fernandezi is een vlinder uit de familie van de pijlstaarten (Sphingidae). De wetenschappelijke naam van de soort werd in 1996 gepubliceerd door Chacin, Clavijo & De Marmels.